# Robin Hood: The Legend of Sherwood
Robin Hood: The Legend of Sherwood (с англ. — «Робин Гуд: Легенда Шервуда») — компьютерная игра 2002 года в жанре стелс-экшена и тактики в реальном времени. Разработана Spellbound Studios. По игровому процессу игра схожа с играми серии Commandos и Desperados: Wanted Dead or Alive. Игрок может управлять несколькими персонажами — от одного до пяти, главным из которых является Робин Гуд. Другими известными персонажами являются Малыш Джон, отец Тук, Уилл Скарлет и леди Мэриан.

## Внутриигровая информация

### Сюжет
Робин Гуд возвращается из Крестового похода в город Линкольн, обнаруживая что всё его наследство было украдено злобным шерифом ноттингемским. По окончании первого и второго задания Робин встречается с девой Мэриан в ноттингемском соборе и позже пытается встретиться с принцем Джоном. Король Ричард взят в плен австрийским герцогом Леопольдом V, который хочет получить за короля выкуп. Пользуясь этим, его брат принц Джон незаконно захватывает трон. Понимая, что Джон не собирается ничего выплачивать Леопольду, Робин решает взять сбор денег — 100 тысяч фунтов стерлингов — в свои руки.

### Персонажи

#### Управляемые
- Робин Гуд (меч, палка) — основной персонаж. Умеет стрелять из лука, оглушать врагов кулаком и отвлекать их золотыми кошелями. Может обыскивать тела.
- Уилл Статли[англ.] (топорик) — первый спасаемый Робином персонаж. Может набросить сеть на строй вражеских солдат, бросать яблоки (чтобы отвлекать) и притворяться попрошайкой. Может связывать оглушённых.
- Уилл Скарлет[англ.] (цеп) — может душить врагов, стрелять камнями из рогатки и прикрывать друзей от вражеских стрел своим щитом. Может добивать оглушённых.
- Малыш Джон (палка) — может свистеть, помогать другим залезать на возвышенности (крыша, стена, пень, булыжник) и оглушать кулаком. Переносит на себе любых оглушённых или мёртвых людей, приводит в себя оглушённых друзей.
- Леди Мэриан (меч) — может стрелять из лука, лечить раны целебной травой и имеет отличный слух (обнаруживает солдат которых не видно). Может приводит в себя оглушённых друзей и обыскивать тела.
- Отец Тук (скипетр) — может бросать осиные улья во врагов, привлекать их элем (после чего они становятся пьяными) и восстанавливать своё здоровье, поедая мясо. Может связать оглушённых.
- Враги — принц Джон, Шериф Ноттингема[англ.], Гай Гисборн, Гийом де Лоншан и лорд Скэтлок из Дерби.
- Союзники — сэр Годвин из Линкольна, лорд Рэнольф из Лестера.

### Локации
- Линкольн — родной город Робина. Там ему предстоит вызволить сэра Годвина из лап Гая Гисборна.
- Дерби — место жительства беспощадного сэра Скэтлока. Робин пробирается в город чтобы встретиться с принцем Джоном и девой Мэриан и чтобы освободить отца Тука из лап Скэтлока.
- Йорк — Робин направляется туда, чтобы остановить свадьбу между девой Мэриан и Гаем Гисборном, которая должна пройти в местном соборе. Крупнейший город в игре.
- Ноттингем — Робин должен спасти Статли и его друзей от виселицы и впервые встретится с леди Мэриан. Место жительства ноттингемского шерифа.
- Лестер — место жительства лорда Рэнальфа. Робин должен вызволить своего племянника Уилла Скарлета из темницы шерифа, а также убедить Рэнальфа выступить против войск принца. Солдаты Лестера являются союзниками Робина.
- Шервудский лес — место тайной базы Робина, где его люди собирают и обрабатывают различные ресурсы (камни, стрелы, мешочки для золота и тому подобное).
- Три лесные поляны — места, выбранные Робином для проведения засад. В одной из лесных миссий Робину надо освободить Малыша Джона.

## Обзор
Если один из персонажей игрока вступает в бой на мечах с врагом, то игроку даётся возможность самому управлять фехтованием. При этом важны движения мыши. Например, движение по направлению к противнику заставляет персонажа сделать выпад оружием; движение назад — быстрый укол; круговое движение — мощный круговой удар (если произведён дубинкой или шестом, то есть шанс оглушить врага), а движение мыши восьмёркой заставляет персонажа сделать особый мощный удар, обычно смертельный. Игра устроена таким образом, что поведение персонажей в различных уровнях влияет на прирост «армии» Робина, например, если Робин и его друзья будут постоянно добивать врагов, это значительно уменьшит количество желающих присоединиться к ним. Это вынуждает игрока пытаться избегать насилия. Между основными заданиями игрок может обучать различных персонажей более точной стрельбе из лука (если они ею владеют) или фехтованию.

## Отзывы в прессе
| Сводный рейтинг       | Сводный рейтинг       |
| Агрегатор             | Оценка                |
| --------------------- | --------------------- |
| GameRankings          | 79,58 %               |
| Metacritic            | 80 / 100 (15 обзоров) |
| MobyRank              | 82 / 100              |
| Иноязычные издания    |                       |
| Издание               | Оценка                |
| AllGame               | [ 5 ]                 |
| GameSpot              | 8,6 / 10              |
| IGN                   | 8,2 / 10              |
| Русскоязычные издания |                       |
| Издание               | Оценка                |
| Absolute Games        | 60 %                  |
| PlayGround.ru         | 4,5 / 10              |
| «Домашний ПК»         | [ 10 ]                |
| «Игромания»           | 8,5 / 10              |
| «Страна игр»          | 8,0 / 10              |